# Läggningbåda
Läggningbåda är ett skär i Åland (Finland). Det ligger i Skärgårdshavet eller Bottenhavet och i kommunen Hammarland i landskapet Åland, i den sydvästra delen av landet. Ön ligger omkring 38 kilometer norr om Mariehamn och omkring 290 kilometer väster om Helsingfors.
Öns area är 3,3 hektar och dess största längd är 280 meter i nord-sydlig riktning. I omgivningarna runt Läggningbåda växer i huvudsak barrskog. Trakten är glest befolkad. Närmaste större samhälle är Geta, 11,1 km öster om Läggningbåda.